# Éparque (préfet)
Pour les articles homonymes, voir Éparque.
Sous l'Empire byzantin, l'éparque (en grec ἔπαρχος, ou ὁ ἔπαρχος τῆς πόλεως, ho eparchos tēs poleōs, « l'éparque de la Ville ») est le praefectus urbi (« préfet de la Ville ») de Constantinople, l'équivalent du préfet de Rome.

## Histoire
Lorsque l'empereur Constantin Ier (r. 306-337) fait de Constantinople la capitale de l'Empire romain, il y établit un proconsul pour diriger la ville. À la fin des années 350, Constance II (r. 337-361) élargit le Sénat et le met sur le même pied que celui de Rome. Par conséquent, le 11 septembre ou décembre 359, Constantinople se voit également dotée d'un praefectus urbi, appelé « éparque » selon son titre grec (ὁ ἔπαρχος τῆς πόλεως, ho eparchos tēs poleōs). Il est un des principaux lieutenants de l'empereur ; comme son équivalent romain, il est issu de la plus haute classe sénatoriale, les illustres. Il se range directement après les préfets du prétoire dans la hiérarchie impériale. La fonction revêt un grand prestige et une autorité étendue, et est également l'une des plus hautes fonctions à ne pas pouvoir être occupée par un eunuque. L'éparque préside par ailleurs le Sénat. Sa nomination doit donc être formellement ratifiée par cette institution, et, à la différence des autres hautes positions administratives (préfets du prétoire, vicaires de diocèse) à connotation militaire, il porte la toge en vêtement de cérémonie,.
L'éparque est le seul responsable de l'administration de la capitale et de ses environs immédiats. Ses fonctions sont multiples, allant du maintien de l'ordre à la réglementation et à la surveillance des corporations et des institutions publiques. La police de la cité, les taxiōtai (ταξιῶται), est placée sous son autorité, et la prison de la ville est située dans les caves de sa résidence officielle, le praitōrion, devant le forum de Constantin. Tout comme à Rome, la garde de nuit est sous l'autorité d'un subalterne, le nykteparchos (νυκτέπαρχος, « éparque de nuit »). Dans les années 530, une partie du pouvoir de police et de règlementation passe toutefois à deux nouvelles fonctions créées par Justinien Ier (r. 527–565) : en 535, le praitōr tōn demoi (πραίτωρ τῶν δήμων, « préteur des dèmes ») est chargé d'un pouvoir de police et de lutte contre les incendies, à la tête de 20 soldats et 30 pompiers ; en 539, le quaesitor (κοιαισίτωρ) est chargé de limiter l'immigration des provinces vers la capitale, de la surveillance des bonnes mœurs et de la répression des délits sexuels et des hérésies,.
À la période mésobyzantine, l'éparque est considéré comme le juge suprême dans la capitale, après l'empereur. Son rôle dans la vie économique de la cité revêt également une grande importance. Le Livre de l'Éparque (Xe siècle) énumère les règles pour les corporations placées sous son autorité. Il est en outre responsable de la nomination des professeurs de l'Université de Constantinople, et de la distribution du grain dans la cité. Selon le Klētorologion de Philothée (fin IXe siècle), ses deux principaux assistants sont le symponos et le logothetēs tou praitōriou. On compte en outre les chefs (γειτονιάρχαι, geitoniarchai) et juges (κριταὶ, kritai) des districts (ρεγεῶναι, regeōnai), le parathalassitēs (παραθαλασσίτης, un fonctionnaire responsable des côtes et des ports de la capitale et de leurs péages), plusieurs inspecteurs (epoptai), les chefs des corporations (exarchoi) et le boullōtai, dont la fonction est de contrôler et d'apposer le sceau de l'éparque sur les poids et les balances ainsi que sur les marchandises,.
Les compétences et l'autorité de la fonction restent relativement inchangées jusqu'au début du XIIIe siècle. Elle pourrait même avoir survécu sous l'Empire latin après la chute de Constantinople en 1204, avec le castellanus de la ville. Après la reprise de la cité par les Byzantins, elle est néanmoins remplacée tout au long de la période paléologue (1261–1453) par plusieurs kephalatikeuontes (sing. kephalatikeuōn, κεφαλατικεύων), chacun responsable d'un district de la capitale.

### Sources primaires
- (la) Anonyme, Notitia dignitatum (lire en ligne), « Pars Secunda. In partibus Orientis ».

### Sources secondaires
- (en) John B. Bury, The Imperial Administrative System of the Ninth Century : With a Revised Text of the Kletorologion of Philotheos, Londres, Oxford University Press, 1911.
- (en) John B. Bury, History of the Later Roman Empire, Macmillan & Co., Ltd, 1923.
- (en) Peter J. Heather et David Moncur, Politics, Philosophy, and Empire in the Fourth Century : Select Orations of Themistius, Liverpool University Press, 2001, 361 p. (ISBN 978-0-85323-106-6, lire en ligne).
- (en) James Allan Stewart Evans, The Age of Justinian : The Circumstances of Imperial Power, Routledge, 1996, 345 p. (ISBN 978-0-415-02209-5).
- (en) Alexander Kazhdan (dir.), Oxford Dictionary of Byzantium, New York et Oxford, Oxford University Press, 1991, 1re éd., 3 tom. (ISBN 978-0-19-504652-6 et 0-19-504652-8, LCCN 90023208).
- (en) Filip Van Tricht (trad. du néerlandais de Belgique), The Latin Renovatio of Byzantium: The Empire of Constantinople (1204-1228), Leiden, Brill, 2011, 535 p. (ISBN 978-90-04-20323-5, lire en ligne).